# خوان بينيا
خوان بينيا (بالإسبانية: Juan Peña "El Lebrijano")‏ (و. 1941 – 2016 م) هو مغني، وموسيقي إسباني، ولد في نبريشة، توفي في إشبيلية، عن عمر يناهز 75 عاماً، بسبب مرض قلبي وعائي.

## وصلات خارجية
- خوان بينيا على موقع IMDb (الإنجليزية)
- خوان بينيا على موقع ميوزك برينز (الإنجليزية)
- خوان بينيا على موقع ديسكوغز (الإنجليزية)

- خوان بينيا في قاعدة بيانات الأفلام على الإنترنت